# Paulus Bombasius
Paulus Bombasius (Italiaans: Paolo Bombace; 1476-1527) was een prefect van de Vaticaanse Bibliotheek.
Hij werd geboren in Bologna uit een adellijk geslacht. In 1502 sprak hij een redevoering uit voor Lodewijk XII van Frankrijk in naam van de Senaat van Bologna. Van 1505 tot 1512 was hij een openbaar lector in de retorica en de poëzie. Bombasius vertrok in 1513 naar Napels. Van daar reisde hij door naar Rome, waar hij secretaris werd van kardinaal Antonio Pucci. In 1518 werd hij verheven tot Ridder van Sint-Pieter.
Bombasius voerde een regelmatige briefwisseling met Desiderius Erasmus. Nadat Erasmus zijn Novum Instrumentum omne (1516) gepubliceerd had, bekritiseerde Bombasius de editie omdat de Griekse tekst afweek van de gebruikelijke lezingen in de Vulgaat. Hij bracht Erasmus ervan op de hoogte dat de Vaticaanse Bibliotheek een oude kopie van de Heilige Schrift (de Codex Vaticanus) bezat. Van dit handschrift stuurde hij Erasmus twee uittreksels toe met de tekst van 1 Joh. 4:1-3 en 1 Joh. 5:7-11 (zonder het Comma Johanneum).
De Vaticaanse Bibliotheek bezit een reeks onuitgegeven brieven van Bombasius.